# Lista gatunków z rodzaju perz
Lista gatunków z rodzaju perz (Elymus L.) – lista gatunków rodzaju roślin należącego do rodziny wiechlinowatych (Poaceae (R. Br.) Barnh.). Według The Plant List w obrębie tego rodzaju znajdują się 234 gatunki o nazwach zweryfikowanych i zaakceptowanych, podczas gdy kolejnych 57 taksonów ma status gatunków niepewnych (niezweryfikowanych).
Lista gatunków
- Elymus abolinii (Drobow) Tzvelev

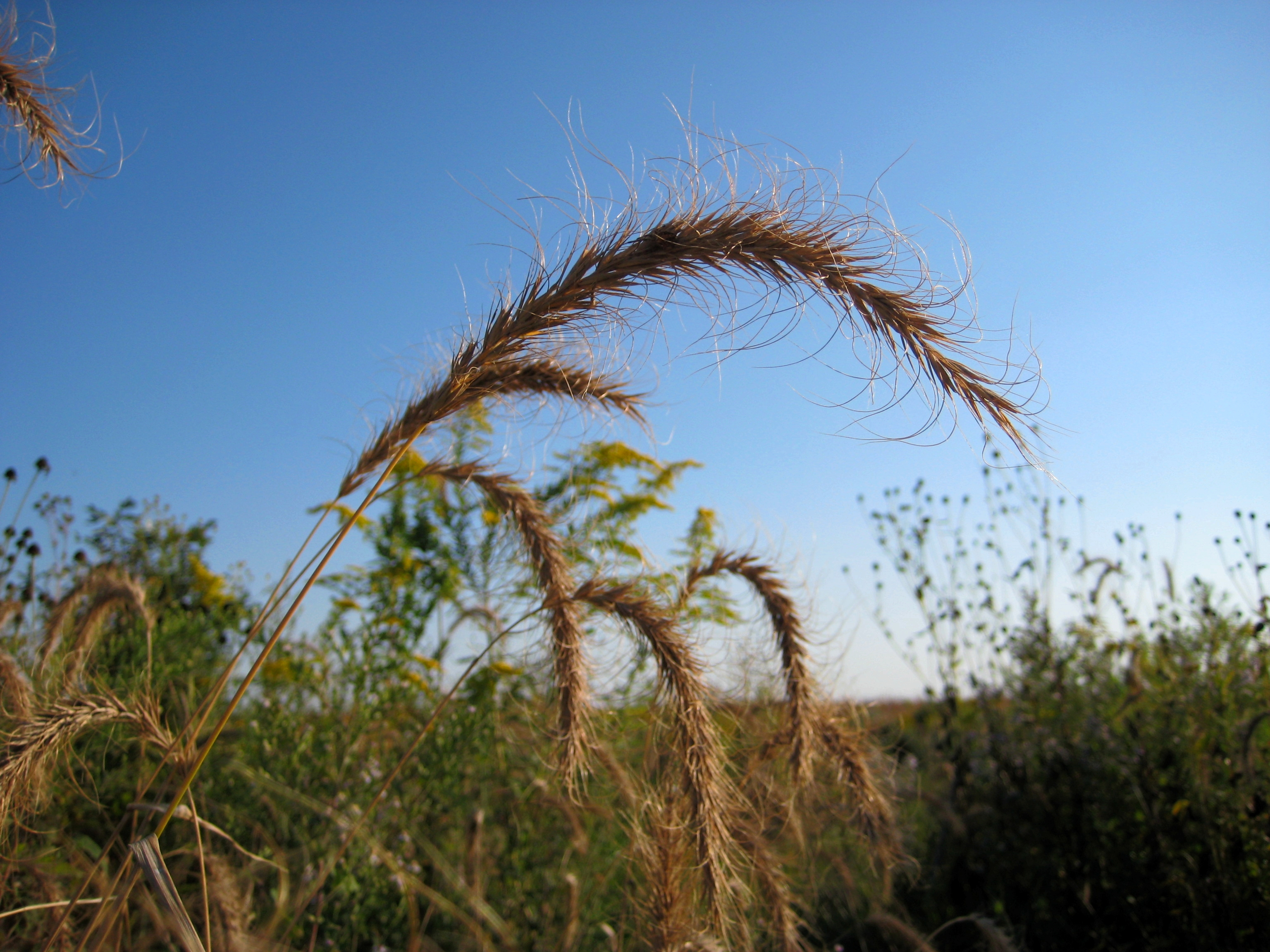
Elymus canadensis

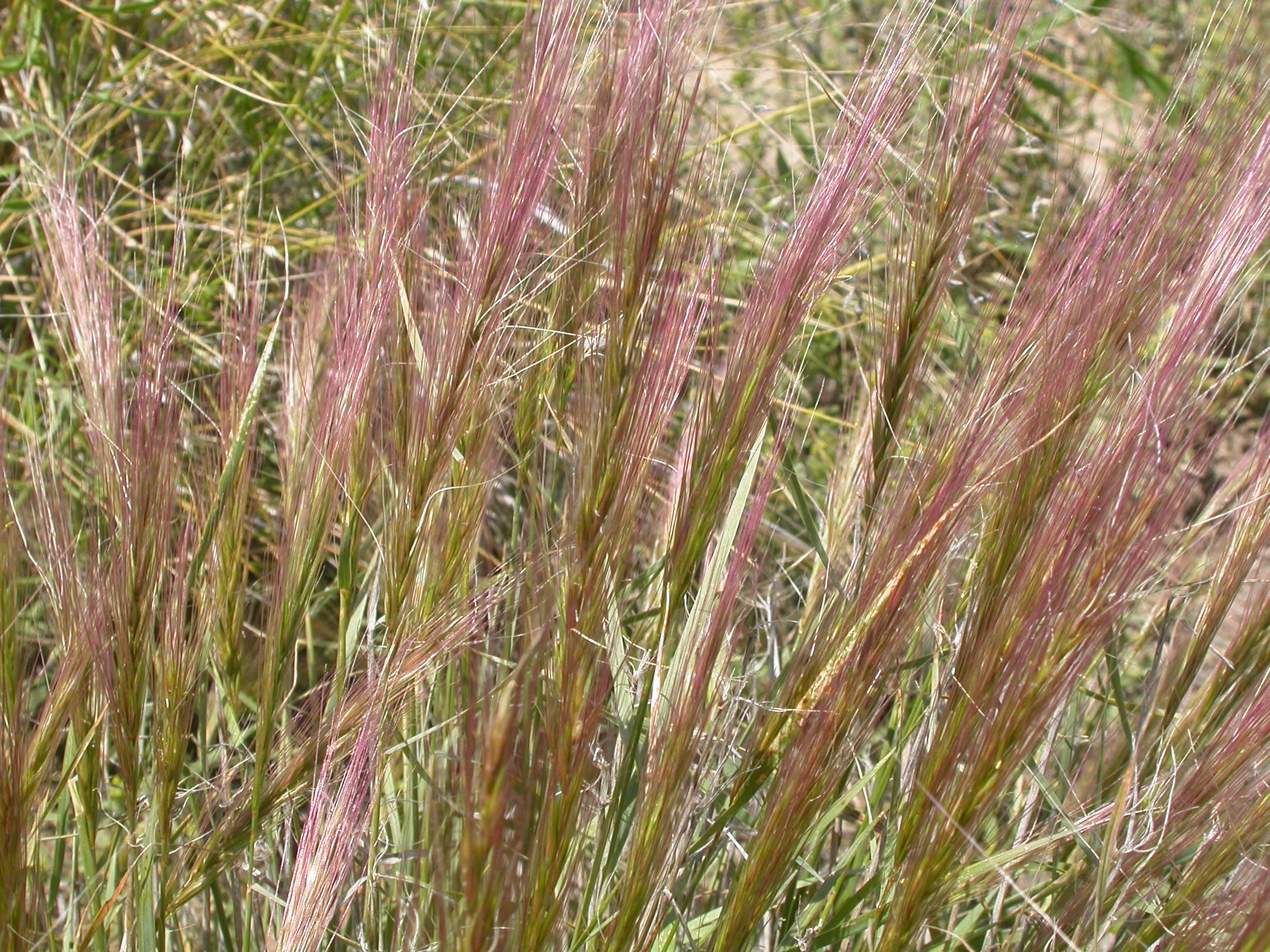
Elymus elymoides

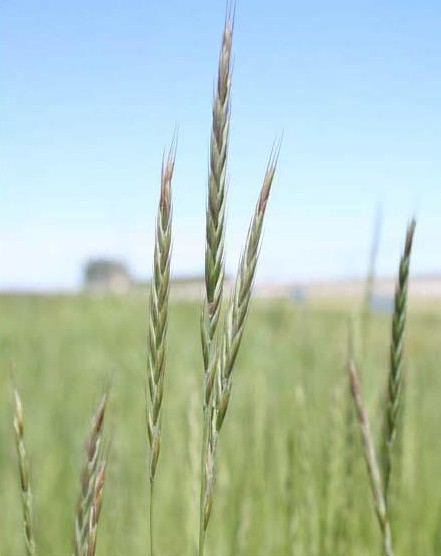
Elymus hoffmannii

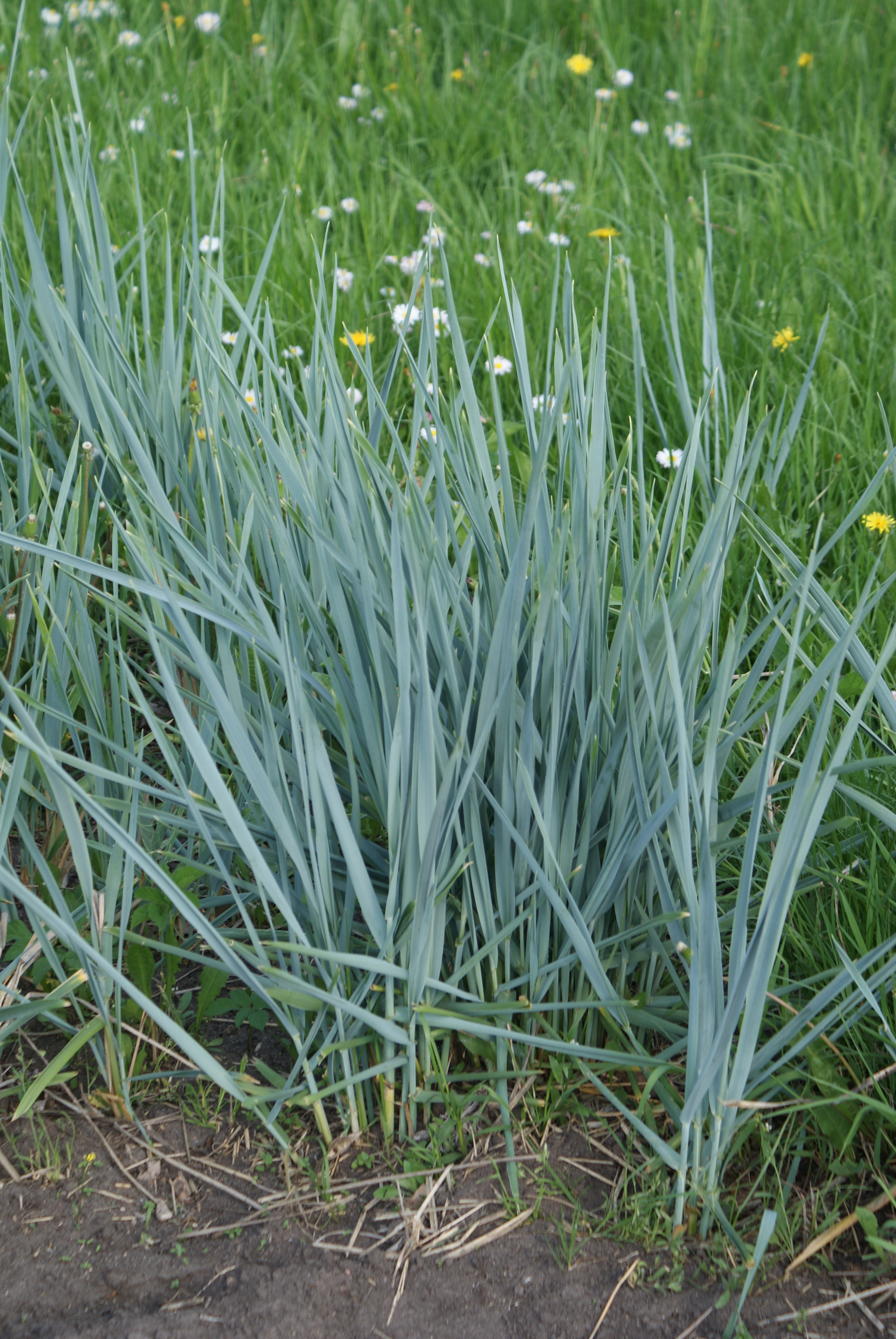
Elymus magellanicus

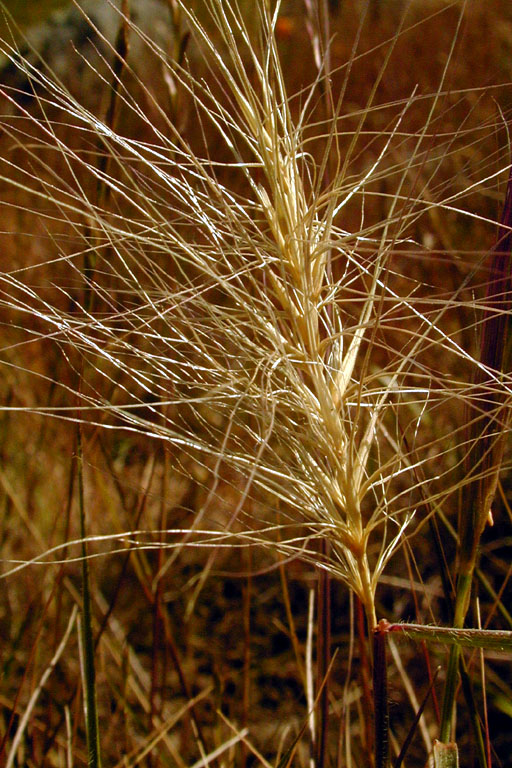
Elymus multisetus

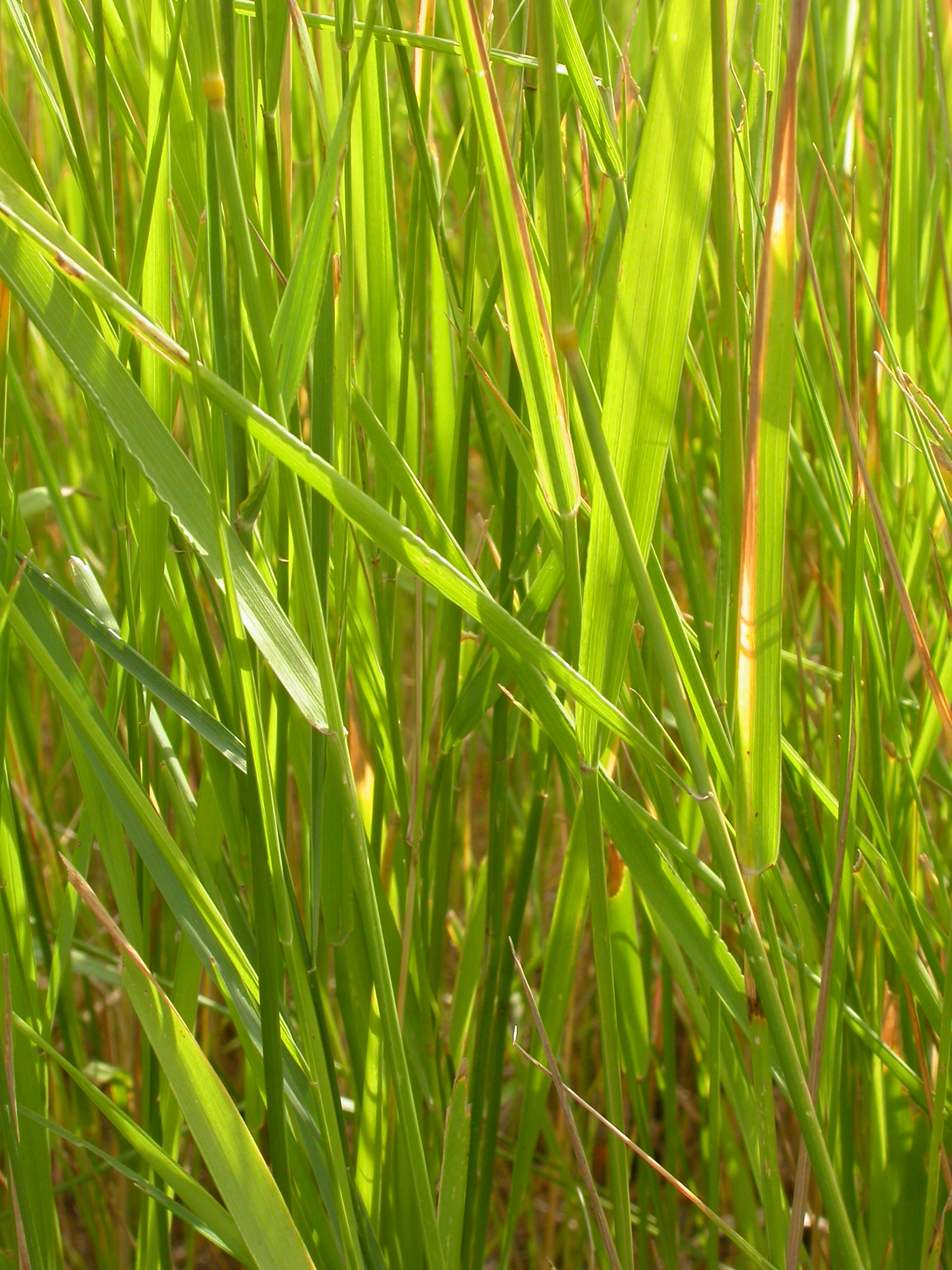
perz właściwy (Elymus repens)

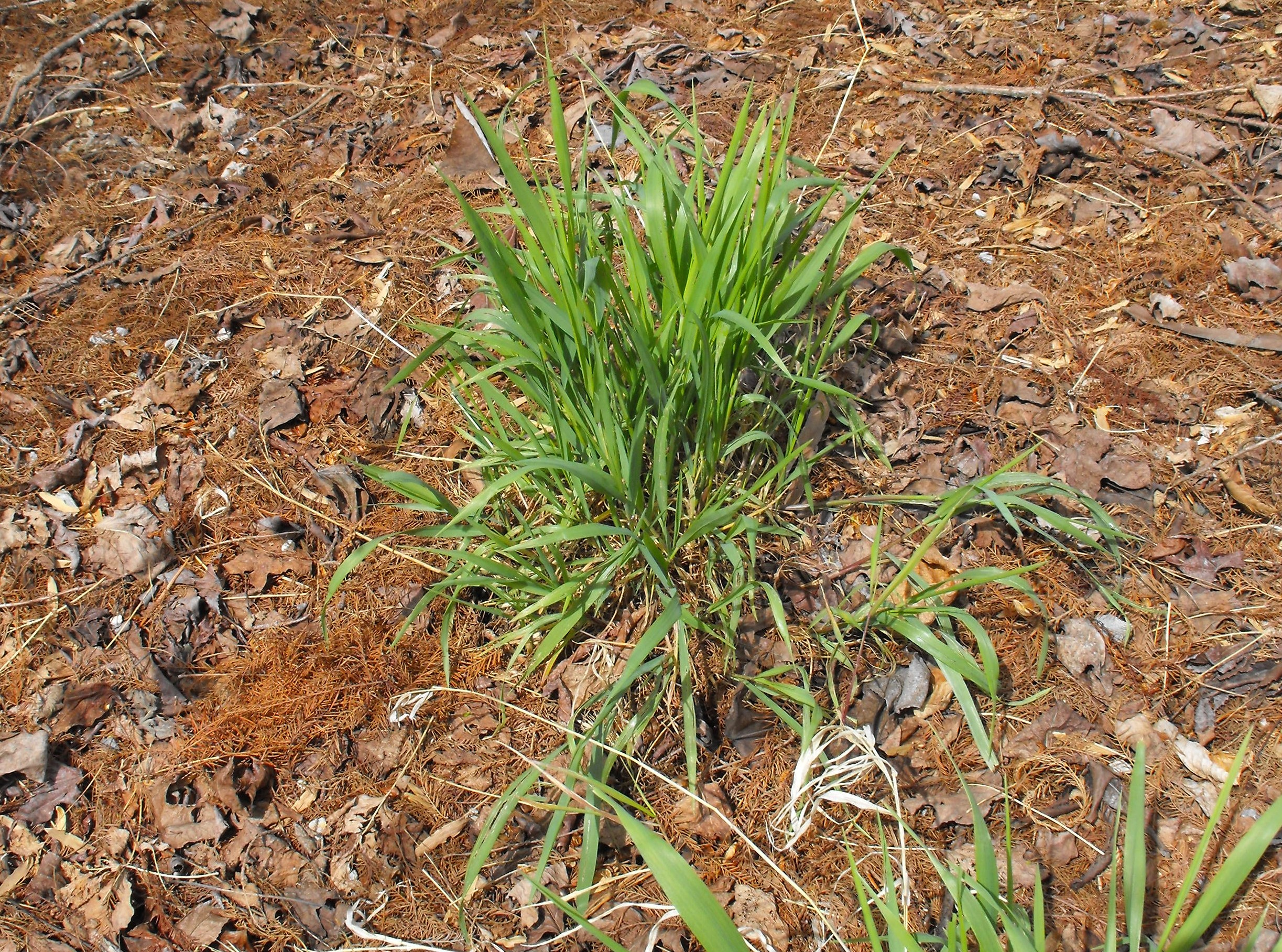
Elymus riparius

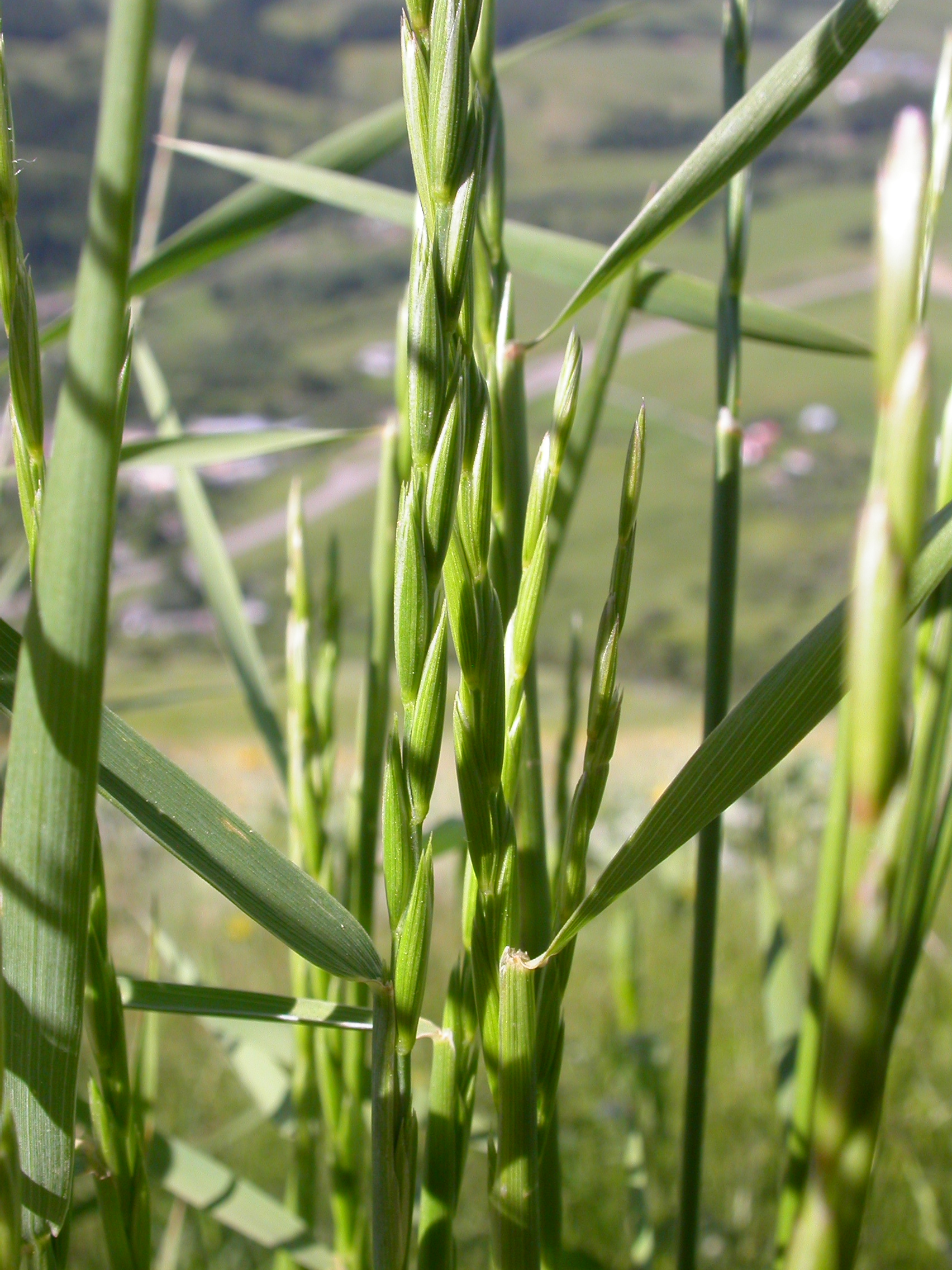
Elymus trachycaulus

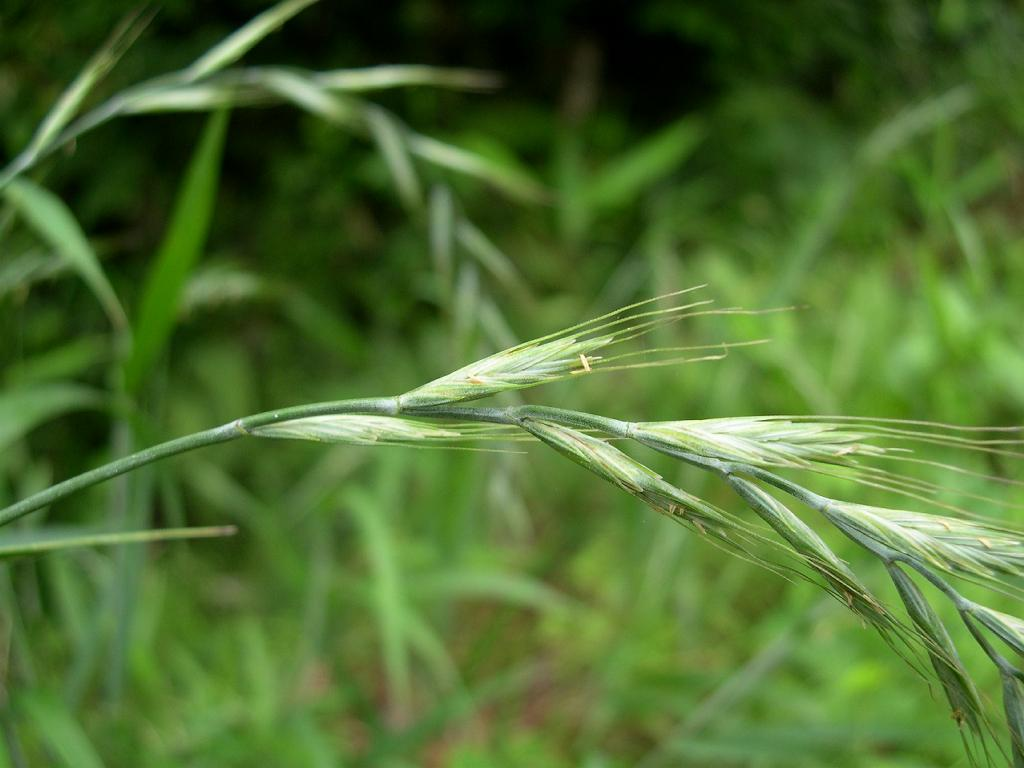
Elymus tsukushiensis

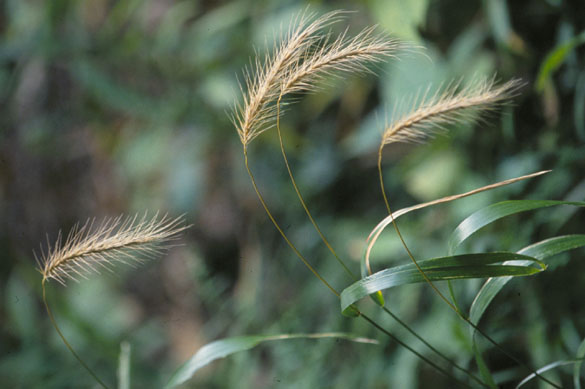
Elymus villosus

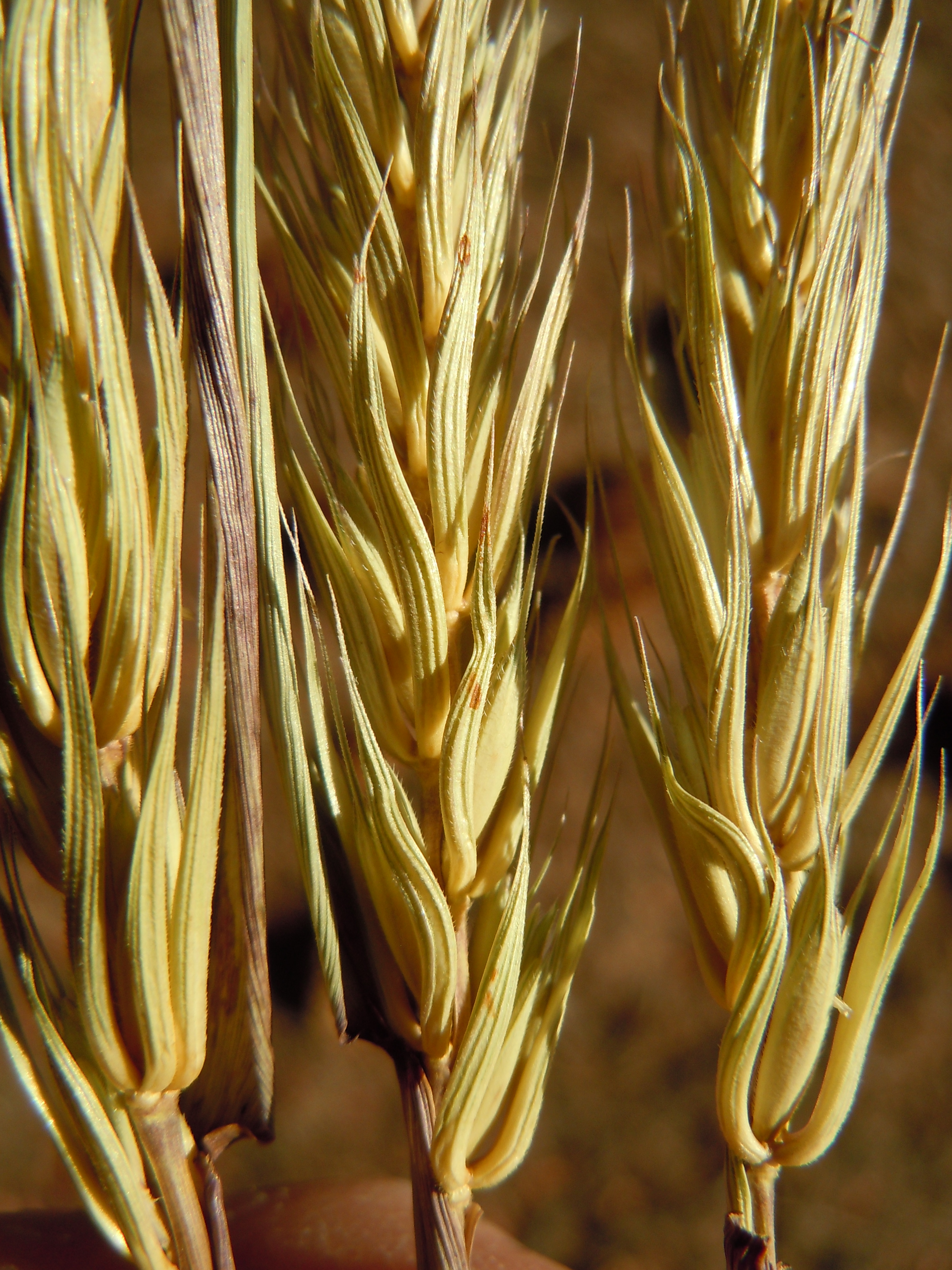
Elymus virginicus

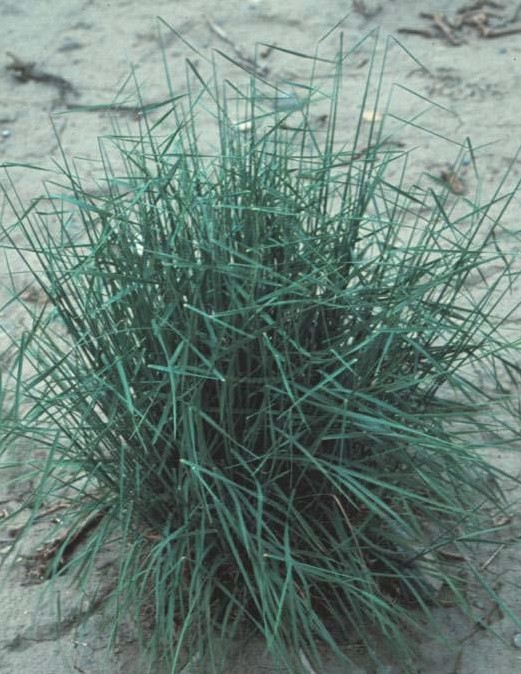
Elymus wawawaiensis

- Elymus afghanicus (Melderis) G.Singh
- Elymus africanus Á.Löve
- Elymus alatavicus (Drobow) Á.Löve
- Elymus albicans (Scribn. & J.G.Sm.) Á.Löve
- Elymus aliena (Keng) S.L.Chen
- Elymus alienus (Keng) S.L.Chen
- Elymus alpinus L.B.Cai
- Elymus altissimus (Keng) Á.Löve ex B.Rong Lu
- Elymus angsaiensis S.L.Lu & Y.H.Wu
- Elymus angulatus J.Presl
- Elymus angustispiculatus S.L.Chen & G.H.Zhu
- Elymus anthosachnoides (Keng) Á.Löve ex B.Rong Lu
- Elymus antiquus (Nevski) Tzvelev
- Elymus apricus Á.Löve & Connor
- Elymus arcuatus (Golosk.) Tzvelev
- Elymus aristiglumis (Keng & S.L.Chen) S.L.Chen
- Elymus arizonicus (Scribn. & J.G.Sm.) Gould
- Elymus athericus (Link) Kerguélen
- Elymus atratus (Nevski) Hand.-Mazz.
- Elymus bakeri (E.Nelson) Á.Löve
- Elymus barbatus Kurtz
- Elymus barbicallus (Ohwi) S.L.Chen
- Elymus barystachyus L.B.Cai
- Elymus batalinii (Krasn.) Á.Löve
- Elymus borianus (Melderis) Cope
- Elymus brevipes (Keng & S.L.Chen) S.L.Chen
- Elymus bungeanus (Trin.) Melderis
- Elymus burchan-buddae (Nevski) Tzvelev
- Elymus buschianus (Roshev.) Tzvelev
- Elymus cacuminus B.Rong Lu & B.Salomon
- Elymus caesifolius Á.Löve ex S.L.Chen
- Elymus caianus S.L.Chen & G.H.Zhu
- Elymus calcicola (Keng) S.L.Chen
- Elymus calderi Barkworth
- Elymus canadensis L.
- Elymus caninus (L.) L. – perz psi
- Elymus caucasicus (K.Koch) Tzvelev
- Elymus cheniae (L.B.Cai) G.H.Zhu
- Elymus churchii J.J.N.Campb.
- Elymus ciliaris (Trin.) Tzvelev
- Elymus clivorum Melderis
- Elymus cognatus (Hack.) Cope
- Elymus colorans (Melderis) Á.Löve
- Elymus confusus (Roshev.) Tzvelev
- Elymus cordilleranus Davidse & R.W.Pohl
- Elymus curtiaristatus (L.B.Cai) S.L.Chen & G.H.Zhu
- Elymus curvatiformis (Nevski) Á.Löve
- Elymus curvifolius (Lange) Melderis
- Elymus czimganicus (Drobow) Tzvelev
- Elymus dahuricus Griseb.
- Elymus debilis (L.B.Cai) S.L.Chen & G.H.Zhu
- Elymus dentatus (Hook.f.) Tzvelev
- Elymus distichus (Thunb.) Melderis
- Elymus diversiglumis Scribn. & C.R.Ball
- Elymus dolichatherus (Keng) S.L.Chen
- Elymus drobovii (Nevski) Tzvelev
- Elymus durus (Keng) S.L.Chen
- Elymus duthiei (Melderis) G.Singh
- Elymus edelbergii (Melderis) O.Andersson & Podlech
- Elymus elongatus (Host) Runemark
- Elymus elymoides (Raf.) Swezey
- Elymus enysii (Kirk) Á.Löve & Connor
- Elymus erosiglumis Melderis
- Elymus falcis Connor
- Elymus farctus (Viv.) Runemark ex Melderis – perz sitowy
- Elymus fedtschenkoi Tzvelev
- Elymus festucoides (Maire) Ibn Tattou
- Elymus fibrosus (Schrenk) Tzvelev
- Elymus flaccidifolius (Boiss. & Heldr.) Melderis
- Elymus formosanus (Honda) Á.Löve
- Elymus geminatus (Keng & S.L.Chen) S.L.Chen
- Elymus gentryi (Melderis) Melderis
- Elymus glaberrimus (Keng & S.L.Chen) S.L.Chen
- Elymus glaucissimus (Popov) Tzvelev
- Elymus glaucus Buckley
- Elymus gmelinii (Ledeb.) Tzvelev
- Elymus grandiglumis (Keng & S.L.Chen) Á.Löve
- Elymus grandis (Keng) S.L.Chen
- Elymus himalayanus (Nevski) Tzvelev
- Elymus hispidus (Opiz) Melderis – perz siny
- Elymus hitchcockii Davidse
- Elymus hoffmannii K.B. Jensen & Asay
- Elymus hondae (Kitag.) S.L.Chen
- Elymus hongyuanensis (L.B.Cai) S.L.Chen & G.H.Zhu
- Elymus hordeoides (Suksd.) Barkworth & D.R.Dewey
- Elymus humidorum (Ohwi & Sakam.) Á.Löve
- Elymus humilis (Keng & S.L.Chen) S.L.Chen
- Elymus hybridus (Keng) S.L.Chen
- Elymus interruptus Buckley
- Elymus intramongolicus (Shan Chen & W.Gao) S.L.Chen
- Elymus ircutensis Peschkova
- Elymus jacquemontii (Hook.f.) Cope
- Elymus jacutensis (Drobow) Tzvelev
- Elymus karakabinicus Kotukhov
- Elymus kaschgaricus D.F.Cui
- Elymus kengii (Tzvelev) D.F.Cui
- Elymus khokhrjakovii Tzvelev
- Elymus kokonoricus (Tzvelev) Á.Löve
- Elymus kuramensis (Melderis) Cope
- Elymus lancangensis S.L.Lu & Y.H.Wu
- Elymus lanceolatus (Scribn. & J.G.Sm.) Gould
- Elymus laxiflorus (Keng) Á.Löve
- Elymus laxinodis (L.B.Cai) S.L.Chen & G.H.Zhu
- Elymus lazicus (Boiss.) Melderis
- Elymus leiotropis (Keng) S.L.Chen
- Elymus lenensis (Popov) Tzvelev
- Elymus libanoticus (Hack.) Melderis
- Elymus lolioides (P.Candargy) Melderis
- Elymus longiaristatus (Boiss.) Tzvelev
- Elymus longifolius (J.G.Sm.) Gould
- Elymus longisetus (Hitchc.) Veldkamp
- Elymus macgregorii R.E. Brooks & J.J.N. Campb.
- Elymus macgregoriorum R.E.Brooks & J.J.N.Campb.
- Elymus macrochaetus (Nevski) Tzvelev
- Elymus macrourus (Turcz.) Tzvelev
- Elymus magadanensis A.P.Khokhr.
- Elymus magellanicus (Desv.) Á.Löve
- Elymus magnicaespes D.F.Cui
- Elymus magnipodus (L.B.Cai) S.L.Chen & G.H.Zhu
- Elymus marginatus (H.Lindb.) Á.Löve
- Elymus melantherus (Keng & S.L.Chen) Á.Löve
- Elymus mendocinus (Parodi) Á.Löve
- Elymus multiflorus (Banks & Sol. ex Hook.f.) Á.Löve & Connor
- Elymus multisetus (J.G.Sm.) Burtt Davy
- Elymus mutabilis (Drobow) Tzvelev
- Elymus nakaii (Kitag.) S.L.Chen
- Elymus nepalensis (Melderis) Melderis
- Elymus nipponicus Jaaska
- Elymus nodosus (Nevski) Melderis
- Elymus nutans Griseb.
- Elymus panormitanus (Parl.) Tzvelev
- Elymus parviglume (Keng) Á.Löve
- Elymus patagonicus Speg.
- Elymus pendulinus (Nevski) Tzvelev
- Elymus petrovii Tzvelev
- Elymus plurinervis (Vickery) Connor
- Elymus praeruptus Tzvelev
- Elymus probatovae Tzvelev
- Elymus pseudocaninus G.H.Zhu & S.L.Chen
- Elymus puberulus (Keng) S.L.Chen
- Elymus pulanensis (H.L.Yang) S.L.Chen
- Elymus pungens (Pers.) Melderis
- Elymus purpuraristus C.P.Wang & H.L.Yang
- Elymus purpurascens (Keng) S.L.Chen
- Elymus pycnanthus (Godr.) Melderis
- Elymus rectisetus (Nees) Á.Löve & Connor
- Elymus reflexiaristatus (Nevski) Melderis
- Elymus repens (L.) Gould – perz właściwy
- Elymus retroflexus B.Rong Lu & B.Salomon
- Elymus retusus Á.Löve
- Elymus rigidulus (Keng) Á.Löve
- Elymus riparius Wiegand
- Elymus russellii (Melderis) Cope
- Elymus sacandros Connor
- Elymus sajanensis (Nevski) Tzvelev
- Elymus scabridulus (Ohwi) Tzvelev
- Elymus scabrifolius (Döll) J.H.Hunz.
- Elymus scabriglumis (Hack.) Á.Löve
- Elymus scabrus (R.Br.) Á.Löve
- Elymus schrenkianus (Fisch. & C.A.Mey.) Tzvelev
- Elymus schugnanicus (Nevski) Tzvelev
- Elymus sclerophyllus (Nevski) Tzvelev
- Elymus scribneri (Vasey) M.E.Jones
- Elymus semicostatus (Nees ex Steud.) Melderis
- Elymus serotinus (Keng) Á.Löve ex B.Rong Lu
- Elymus serpentinus (L.B.Cai) S.L.Chen & G.H.Zhu
- Elymus shandongensis B.Salomon
- Elymus shouliangiae (L.B.Cai) S.L.Chen & G.H.Zhu
- Elymus sibinicus Kotukhov
- Elymus sibiricus L.
- Elymus sierrae Gould
- Elymus sikkimensis (Melderis) Melderis
- Elymus sinkiangensis D.F.Cui
- Elymus sinoflexuosus S.L.Chen & G.H.Zhu
- Elymus sinosubmuticus S.L.Chen
- Elymus smithii (Rydb.) Gould
- Elymus solandri (Steud.) Connor
- Elymus sosnowskyi (Hack.) Melderis
- Elymus spicatus (Pursh) Gould
- Elymus stebbinsii Gould
- Elymus stenachyrus (Keng & S.L.Chen) Á.Löve
- Elymus stenostachyus (Melderis) O.Andersson & Podlech
- Elymus stewartii (Melderis) Cope
- Elymus stipifolius (Czern. ex Nevski) Melderis
- Elymus strictus (Keng) S.L.Chen
- Elymus submuticus (Hook.) Smyth
- Elymus svensonii Church
- Elymus sylvaticus (Keng & S.L.Chen) S.L.Chen
- Elymus tangutorum (Nevski) Hand.-Mazz.
- Elymus tauri (Boiss. & Bal.) Melderis
- Elymus tenuis (Buch.) Á.Löve & Connor
- Elymus tenuispicus (J.L.Yang & Y.H.Zhou) S.L.Chen
- Elymus texensis J.J.N.Campb.
- Elymus thoroldianus (Oliv.) G.Singh
- Elymus tibeticus (Melderis) G.Singh
- Elymus tilcarensis (J.H.Hunz.) Á.Löve
- Elymus trachycaulus (Link) Gould ex Shinners
- Elymus transhyrcanus (Nevski) Tzvelev
- Elymus trichospicula (L.B.Cai) S.L.Chen & G.H.Zhu
- Elymus tridentatus (C.Yen & J.L.Yang) S.L.Chen
- Elymus troctolepis (Nevski) Tzvelev
- Elymus tsukushiensis Honda
- Elymus uralensis (Nevski) Tzvelev
- Elymus varius (Keng & S.L.Chen) Tzvelev
- Elymus versicolor A.P.Khokhr.
- Elymus villifer C.P.Wang & H.L.Yang
- Elymus villosus Muhl. ex Willd.
- Elymus virginicus L.
- Elymus viridulus (Keng & S.L.Chen) S.L.Chen
- Elymus vulpinus Rydb.
- Elymus wawawaiensis J.R.Carlson & Barkworth
- Elymus woroschilowii Prob.
- Elymus yangiae B.Rong Lu
- Elymus yukonensis (Scribn. & Merr.) Á.Löve
- Elymus yushuensis (L.B.Cai) S.L.Chen & G.H.Zhu
- Elymus zejensis Prob.
- Elymus zhui S.L.Chen

Mieszańce międzygatunkowe
- Elymus × brachyphyllus (Boiss. & Hausskn.) Á.Löve
- Elymus × czilikensis Tzvelev
- Elymus × drucei (Stace) Lambinon
- Elymus × ebingeri G.C.Tucker
- Elymus × hansenii Scribn.
- Elymus × incertus H.Hartmann
- Elymus × littoreus (Schumach.) Lambinon
- Elymus × maltei Bowden
- Elymus × mucronatus (Opiz) Conert
- Elymus × nothus (Melderis) G.Singh
- Elymus × obtusiusculus (Lange) Melderis & D.C.McClint.
- Elymus × oliveri (Druce) Melderis & D.C.McClint.
- Elymus × saundersii Vasey
- Elymus × saxicola Scribn. & J.G.Sm.
- Elymus × spurius (Melderis) G.Singh
- Elymus × wallii (Connor) Á.Löve & Connor